# 154-та навчально-польова дивізія (Третій Рейх)
154-та навчально-польова дивізія (Третій Рейх) (нім. 154. Feldausbildungs-Division) — піхотна дивізія Вермахту за часів Другої світової війни. 11 лютого 1945 року перетворена на 154-ту піхотну дивізію другого формування.

## Історія
154-та навчально-польова дивізія сформована 1 жовтня 1944 року у складі групи армій «A» шляхом перейменування 154-ї резервної дивізії. Виконувала охоронні та контрпартизанські функції у тиловій смузі групи армій.

## Райони бойових дій
- Східний фронт (центральний напрямок) (жовтень 1944 — лютий 1945).

## Командування

### Командири
- генерал-лейтенант Альфред Тільманн (нім. Alfred Thielmann) (1 жовтня — 19 грудня 1944);
- генерал-лейтенант доктор філософії Фрідріх Альтріхтер (нім. Dr. Friedrich Altrichter) (19 грудня 1944] — 11 лютого 1945).

### Склад
| Жовтень 1944                                      |
| ------------------------------------------------- |
| 562-й навчально-польовий гренадерський полк       |
| 56-й навчально-польовий гренадерський полк        |
| 223-й навчально-польовий гренадерський полк       |
| 1054-й навчально-польовий артилерійський дивізіон |
| 1054-й важкий батальйон                           |
| 1054-й навчально-польовий інженерний батальйон    |